# Juchacz
Juchacz – jezioro w woj. kujawsko-pomorskim, w powiecie sępoleńskim, w gminie Sępólno Krajeńskie, leżące na terenie Pojezierza Południowokrajeńskiego.

## Dane morfometryczne
Powierzchnia zwierciadła wody według różnych źródeł wynosi od 68,5 ha do 68,7 ha.
Zwierciadło wody położone jest na wysokości 125,9 m n.p.m.. Średnia głębokość jeziora wynosi 1,4 m, natomiast głębokość maksymalna 2,6 m.
W oparciu o badania przeprowadzone w 2001 roku wody jeziora zaliczono do II klasy czystości i poza kategorią podatności na degradację.